# Sitio de Enerjodar
El sitio de Enerjodar fue un enfrentamiento militar y asedio entre las Fuerzas Armadas de Rusia y las Fuerzas Armadas de Ucrania durante la ofensiva de Ucrania meridional de la invasión rusa de Ucrania de 2022 sobre la ciudad de Energodar en el óblast de Zaporiyia. Energodar es la ubicación de la central nuclear de Zaporiyia, que genera casi la mitad de la electricidad del país derivada de la energía nuclear y más de una quinta parte de la electricidad total generada en Ucrania, así como la cercana central térmica.

## Sitio
El 28 de febrero, el Ministerio de Defensa de Rusia anunció que había capturado la ciudad de Energodar y la central nuclear de Zaporiyia. Sin embargo, el alcalde de Energodar, Dmytro Orlov, negó que la ciudad y la planta de energía hubieran sido capturadas. Más tarde, los ciudadanos locales bloquearon el camino a la planta y la entrada a la ciudad, obligando a las fuerzas rusas a retroceder.
El 1 de marzo, funcionarios ucranianos declararon que las fuerzas rusas habían rodeado la ciudad, con un convoy ruso dirigiéndose a Energodar alrededor de las 14:00. Según Orlov, la ciudad tenía dificultades para obtener alimentos. Por la noche, una protesta de residentes locales impidió que las fuerzas rusas ingresaran a la ciudad.
En la mañana del 2 de marzo, Orlov declaró que las tropas rusas se acercaban de nuevo a la ciudad. Los manifestantes volvieron a bloquear las carreteras; los manifestantes portaban banderas ucranianas y usaban camiones de basura como parte del bloqueo. Orlov le dijo a Ukrinform que dos personas resultaron heridas cuando los soldados rusos supuestamente lanzaron granadas a una multitud de civiles. A las 18:00, la protesta incluyó a doscientos residentes, así como a trabajadores de centrales eléctricas. Rafael Grossi, Director General del Organismo Internacional de Energía Atómica, declaró que las autoridades rusas habían informado al OIEA de que las fuerzas rusas controlaban el territorio alrededor de la central nuclear.
El 3 de marzo, las fuerzas rusas comenzaron a asaltar la central eléctrica. Los bombardeos rusos causaron que un edificio administrativo y una de las seis unidades de la planta de energía se incendiaran. Un portavoz de la instalación declaró que el reactor involucrado estaba en renovación, pero contenía combustible nuclear. Los bomberos no pudieron llegar al fuego debido a los combates. El OIEA fue notificado por Ucrania después de que un gran número de tanques e infantería rusos rompieran las defensas ucranianas. Tanto el OIEA como la Secretaria de Energía de los Estados Unidos, Jennifer Granholm, declararon que no había signos de niveles elevados de radiación.
En la mañana del 4 de marzo, los bomberos tuvieron acceso a la central eléctrica y pudieron extinguir el fuego. Más tarde en la mañana, las tropas rusas capturaron la planta después de confirmar que no hubo cambios en los niveles de radiación. Las fuerzas rusas también entraron en Energodar y tomaron el control de ella. Orlov declaró que la ciudad perdió su suministro de calefacción como resultado de la batalla.

## Consecuencias
Oleksandr Starukh, gobernador del óblast de Zaporiyia, declaró el 5 de marzo que las fuerzas rusas habían abandonado la ciudad tras saquearla y que la situación en la ciudad estaba completamente bajo el control de las autoridades locales. Sin embargo, Orlov negó el informe y declaró que las fuerzas rusas todavía ocupaban el perímetro de la ciudad y la planta de energía, y las autoridades locales aún administraban la ciudad. La administración militar ucraniana para el sureste confirmó el 7 de marzo que Energodar estaba bajo el control de las fuerzas rusas.
El 6 de marzo, el OIEA emitió una declaración diciendo que las fuerzas rusas estaban interfiriendo en las operaciones de la planta de energía, afirmando que «cualquier acción de gestión de la planta, incluidas las medidas relacionadas con la operación técnica de las seis unidades del reactor, requiere la aprobación previa del comandante ruso», y afirmando además que «las fuerzas rusas en el sitio han apagado algunas redes móviles e Internet para que no se pueda obtener información confiable del sitio. a través de los canales normales de comunicación».